# Citizen Brain
Citizen Brain è il secondo album della thrash metal band irlandese dei Gama Bomb.

## Tracce
1. Zombie Blood Nightmare – 2:38
2. Evil Voices – 2:34
3. Final Fight – 2:48
4. Time Crime – 2:26
5. Global Warning – 2:29
6. OCP – 0:41
7. Hammer Slammer – 3:18
8. Sentenced to Thrash – 3:12
9. Zombi Brew – 2:29
10. Hell Trucker – 2:19
11. Return of the Technodrome – 2:19
12. Thrashaholic – 2:10
13. In the Court of General Zod – 2:47
14. Space Invaders – 2:50
15. Bullet Belt – 3:28

## Formazione
- Philly Byrne - voce
- Joe McGuigan - basso
- Luke Graham - chitarra
- Domo Dixon - chitarra
- Paul Caffrey - batteria